# Vincenzo Lilla
Vincenzo Lilla (Francavilla Fontana, 13 giugno 1837 – Messina, 30 novembre 1905) è stato un filosofo, giurista e presbitero italiano.

## Biografia
Formatosi nelle scuole dei Padri Scolopi in Francavilla Fontana sin dall'età giovanile aderì alle idee cattolico liberali divulgate dai pensatori della prima metà dell'Ottocento: Gioberti, Minghetti, Balbo e Antonio Rosmini  al quale dedicherà molteplici studi subendone una marcata influenza.
Presi gli ordini minori all'età di diciotto anni e lasciata Francavilla nel 1863 per l'ostentata contrarietà di tutto il clero di Francavilla alle sue idee patriottiche d'ispirazione giobertiana, manifestate apertamente nel "Programma d'insegnamento filosofico" pubblicato sul giornale il "Cittadino leccese", decise di trasferirsi a Napoli ove, frequentando l'università, ebbe modo di confrontarsi con le idee di Francesco De Sanctis, Bertrando Spaventa, Luigi Settembrini, Antonio Tari e Augusto Vera.
Appena laureato ottenne l'insegnamento di filosofia nel Collegio di San Carlo alle Mortelle, nel Collegio del tedesco Liebler  e nel Liceo Martineli fondando successivamente, assieme ad altri docenti e assumendone la direzione, il Liceo Rosmini di Napoli. Durante questi anni videro la luce i primi lavori, "La provvidenza e la libertà considerate nella civiltà", "Dio e il mondo", e "La personalità originaria e la personalità derivata" nei quali gettava le premesse degli studi filosofici e giuridici in cui si cimenterà per tutta la vita: la storia della filosofia, la filosofia teoretica e la filosofia del diritto; sviluppando altresì e precorrendo una moderna concezione del rapporto tra "diritti umani e progresso scientifico" sin da La scienza e la vita, titolo paradigmatico della monografia  data alle stampe nel 1870.
Successivamente, ordinato sacerdote, divenne professore pareggiato di Enciclopedia giuridica e Filosofia del diritto, all'università di Napoli e dal 1885 titolare della cattedra di Filosofia del diritto in quella di Messina di cui fu preside dal 1894 fino alla morte. Furono quelli gli anni più fecondi della produzione scientifica volta a perfezionare la sua concezione dello Stato, approfondire le fonti rosminiane, confrontarsi con le teorie evoluzionistiche di Herbert Spencer e contemporaneamente intrattenere contatti epistolari con alcuni fra i maggiori filosofi, giuristi, patrioti e storici dell'epoca quali: Rudolf von Jhering, Johann Caspar Bluntschli, Édouard Le Roy, Niccolò Tommaseo, Gino Capponi e molti altri.

## Opere
- La personalità originaria e la personalità derivata, Napoli, Tip. Rocco, 1868.
- Kant e Rosmini, Tip. G. Borgarelli, Torino, 1869.
- La scienza e la vita, Torino, Tip. G. Borgarelli, 1870
- La mente dell'Aquinate e la filosofia moderna, Torino, Tip. G. Borgarelli, 1873.
- Filosofia del diritto, 1880.
- Critica della dottrina etico-giuridica di J. S. Mill, 1889.
- Le supreme dottrine filosofiche e giuridiche di G. B. Vico rivendicate, 1894.
- La pretesa persona giuridica e le funzioni personali degli enti morali , L. Gargiulo, 1895.
- Della Riforma religiosa civile di Nicola Spedalieri, discorso letto in Messina nel primo centenario della sua morte, tip. d'Amico, 1896.
- Le fonti del sistema filosofico di Antonio Rosmini, L.F. Cogliati, 1897.
- Due meravigliose scoperte di Antonio Rosmini: l'essere possibile e l'unità della storia dei sistemi ideologici, L.F. Cogliati, 1897.
- Il Canonico Annibale Maria Di Francia e la sua Pia Opera di beneficenza, Messina, Tip. Editrice San Giuseppe, 1902.
- Manuale di filosofia del diritto, Milano, Società editrice libraria, 1903. Pagine estratte.